# Barbara Coudenhove-Kalergi
Barbara Coudenhove-Kalergi (* 15. ledna 1932, Praha) je česko-rakouská novinářka, příslušnice rodu Coudenhove.

## Biografie
Dětství prožila v Praze v prostředí německé šlechty. Po odsunu z Československa chodila do školy v Salcburku a pak pracovala jako pomocnice u dětí v Anglii. Po návratu z Anglie bydlela ve Vídni. Poté, co pracovala pro několik zásadních rakouských médií, se proslavila cyklem radio dokumentů o zemích východního bloku, zejména pak o Polsku a o Československu. Byla při první návštěvě Jana Pavla II. v Polsku a byla při vzniku nezávislých odborů v roce 1980 v Gdaňsku. Od roku 1980 pracuje v televizi ORF. V letech 1991 až 1995 byla korespondentkou ORF v Praze. Václav Havel jí udělil v roce 2001 Řád Tomáše Garrigua Masaryka IV. třídy za podporu demokracie a lidských práv. V roce 2002 se stala členem Fóra pro česko-rakouský dialog. V současné době pracuje jako novinářka na volné noze pro české a rakouské noviny a publikuje knihy o historii a současnosti zemí východní Evropy. Od roku 2005 je v redakční radě časopisu Datum. Do České republiky jezdí již méně. Po smrti Václava Havla pro ni Praha přestala být tak atraktivní.

## Publikace
- Die Herren Lipizzaner, 1963
- Meine Wurzeln sind anderswo, 2001
- Die Beneš-Dekrete, 2002
- Zuhause ist überall, 2013 (česky jako Doma je všude: Dějiny střední Evropy ve vzpomínkách slavné novinářky, 2019)[4]